# ТЭС-терапия
ТЭС-терапия (англ. transcranial electrical stimulation) — метод лечения с помощью неинвазивной тра́нскраниальной (trans, лат. — через; cranium, лат. — череп) электрической стимуляции. Является физиотерапевтическим методом. На рынок готовятся выйти модуляторы настроения, основанные на принципах электростимуляции.

## Основы
ТЭС-терапия является одним из первых методов, в отношении которого доказана его способность неинвазивно, избирательно и строго дозированно активировать работу структур, продуцирующих эндогенные опиоидные пептиды (ЭОП), что открывает широкие перспективы его дальнейшего применения. ЭОП является важнейшей системой организма, регулирующей деятельность нейро-иммуно-эндокринной системы организма.
ТЭС с помощью импульсного электрического воздействия, подаваемого через головные накожные электроды, селективно (избирательно) активирует структуры ЭОП мозга, продуцирующие β-эндорфин. Для достижения избирательности воздействия при ТЭС-терапии необходимо соблюдение двух основных принципов:
- направление приложения тока (лоб — сосцевидные отростки)
- резонансные характеристики тока по отношению к ЭОП.

В основу ТЭС-терапии легли многолетние исследования, проводимые в Институте физиологии им. И. П. Павлова РАН, Санкт-Петербург, под руководством д.м.н., профессора В. П. Лебедева. Учёным удалось выявить зависимость степени активации системы ЭОП от основных характеристик прилагаемого импульсного тока (форма импульсов, частоты следования и длительность), применяемого в ТЭС. Установлено, что только в очень узком диапазоне характеристик импульсного тока происходит избирательная и воспроизводимая активация системы ЭОП. В дальнейшем эти работы были признаны[кем?] приоритетными и зарегистрированы в качестве международного научного открытия (диплом № 237, приоритет с 1996 г.).
На экспериментально-патологических моделях (на животных) установлено, что ТЭС-терапия с выработанным режимом стимулирует процессы репаративной регенерации повреждённых тканей, вызывает выраженную анальгезию, нормализует сосудистую регуляцию, угнетает рост имплантированных опухолей, вызывает иммуностимулирующий эффект, снимает алкогольную абстиненцию, повышает неспецифическую резистентность организма и многое др. Для реализации метода в клинической практике под руководством к.т. н. А. В. Малыгина был создан модельный ряд аппаратов ТРАНСАИР. Многочисленные клинические испытания и исследования позволили достоверно подтвердить все эффекты, полученные в экспериментах, а также выявить механизмы действия и установить прежде неизвестные лечебные эффекты ТЭС-терапии, что позволило систематизировать их в виде схемы (см. Рис.[какой?]):
В силу активации ЭОП все эффекты ТЭС-терапии носят системный характер, поэтому проявляются одновременно и комплексно. В связи с этим ТЭС-терапия имеет широкие показания к применению, определяющие её гомеостатическую направленность. Всего изучено более 100 показаний к применению ТЭС-терапии.
Клинически подтверждены[какими исследованиями?] следующие основные эффекты ТЭС-терапии:
- эффективное обезболивание, и в частности даже в тех случаях, когда медикаментозное лечение болевого синдрома неэффективно. Известно, что β-эндорфин есть в 30 раз более сильный анальгетик чем морфин;
- нормализация психофизиологического статуса, антистрессорный и антидепрессивный эффекты, повышение работоспособности, нормализация сна, снижение утомляемости, улучшение настроения, повышение качества жизни, снижение тяжести симптомов синдрома хронической усталости;
- восстановительный эффект: ускоренное заживление повреждений различной природы всех видов тканей, в том числе дефектов кожи и слизистых ЖКТ, повреждённых гепатоцитов и бета-клеток, периферических нервов, соединительной ткани;
- нормализация процессов вегетативной регуляции, сосудистого тонуса, артериального давления;
- стимуляция гуморального и клеточного иммунитета;
- тормозится рост опухолей (обнаружено экспериментально) и повышается качество жизни онкологически больных;
- купирование абстинентных синдромов, устранение постабстинентных аффективных нарушений при лечении алкоголизма, токсикомании и опиатной наркомании, устранение патологического влечения к алкоголю и наркотикам;
- противовоспалительный и противоаллергический эффекты;
- повышение эффективности другого лечения, в том числе медикаментозного.

В 2017 году нейробиологи Имперского колледжа Лондона доказали пользу электрической стимуляции мозга для рабочей памяти.
Противопоказаниями к методу ТЭС являются:
- повреждения кожи в местах аппликации электродов,
- травмы и опухоли головного мозга,
- судорожные состояния и эпилепсии,
- острый гипертонический криз,
- гипертиреоз,
- наличие вживлённых кардиостимуляторов,
- возраст до 5 лет.

Постановлением Правительства Российской Федерации от 02.03.05 г. N 109 «За научную разработку метода и аппаратуры для транскраниальной электростимуляции защитных механизмов мозга и их внедрение в широкую лечебную практику» коллективу авторов присуждена премия Правительства РФ в области науки и техники за 2004 г.
На конец 2012 года было опубликовано 102 кандидатские и 24 докторские диссертации с применением метода ТЭС-терапии.
В литературе можно встретить также аббревиатуру ТКЭС - ТрансКраниальная ЭлектроСтимуляция. Это синонимы. В настоящее время "ТКЭС" встречается реже. В англоязычной среде распространен термин «transcranial electrical stimulation», сокращенно TES. 
ТЭС следует отличать от других методов электростимуляции осуществляемой через электроды прикладываемые к голове: например, транскраниальная магнитная стимуляция (transcranial magnetic stimulation - TMS); транскраниальная стимуляция постоянным током (Transcranial direct current stimulation - tDCS), впервые предложенная Н.П. Бехтеревой под термином микрополяризация.
Разновидностью ТЭС-терапии является «Мезодиэнцефальная модуляция» (МДМ).

## Проблемы метода
Основной проблемой метода является бессистемность клинического применения. В некоторых лечебных учреждениях ТЭС-терапия применяется очень широко, но также есть и лечебные учреждения где ТЭС-терапия не применяется вовсе. Клиническая практика почти не обобщается и врачи не обмениваются опытом практики ТЭС-терапии.
Метод мало распространён вне России. Отчасти это объясняется слабой распространённостью физиотерапии за рубежом вовсе.
Метод часто путают с другими методами электростимуляции через электроды, накладываемые на кожу головы (см. выше). Нет единого официального или устоявшегося и общепринятого определения различных способов электростимулирования вообще и транскраниального в частности. Это создает путаницу в определениях и понятиях.